# Tatjana Semjonowna Baryschewa

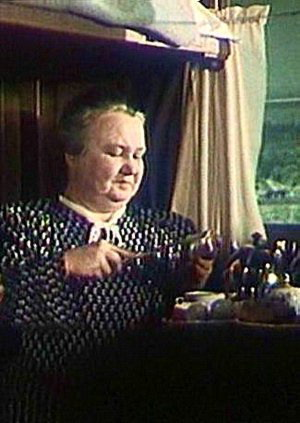
Tatyana Barysheva als Passagierin in Es begann im blauen Expreß (1948)

Tatjana Semjonowna Baryschewa (russisch Татьяна Семёновна Барышева; * 31. Dezember 1896 in Moskau, Russisches Kaiserreich; † 10. Februar 1979 ebenda, RSFSR, UdSSR) war eine sowjetische Theater- und Film-Schauspielerin.

## Leben und Leistungen
Baryschewa wurde in einer Eisenbahnerfamilie geboren. Sie absolvierte bis 1914 das Gymnasium und studierte anschließend an der Moskauer Philharmonie. Nach ihrem Abschluss im Jahr 1918 arbeitete sie zeitweise als Journalistin für das Allrussische Zentrale Exekutivkomitee in Twer und begann 1921 eine Ausbildung zur Schauspielerin. Ab 1924 war Baryschewa auf der Bühne zu sehen und erarbeitete sich bald einen Ruf als Komödiendarstellerin. 1945 wurde sie vom Moskauer Staatstheater der Filmschauspieler engagiert. Am 16. Januar 1957 trat Bryschewa in die Rente ein, war aber weiterhin vereinzelt vor der Kamera zu sehen.
Ihr Filmdebüt gab Baryschewa 1925 als Bäuerin in Морока Moroka. Sie war zunächst für die Studios Sowkino und Meschrabpomfilm tätig, wechselte aber 1931 zu Sojuskino. Als die Studiomitarbeiter infolge des Großen Vaterländischen Krieges nach Alma-Ata evakuiert wurden, verblieb Baryschewa in Moskau und war für die Philharmonie aktiv. 1943 wurde ihre vorherige Arbeitsstätte in die sowjetische Hauptstadt zurückverlegt, sodass sie nach 3-jähriger Pause wieder vor die Kamera trat.
Baryschewa bediente überwiegend die Genres Drama, Melodram und Komödie, war aber auch in vier Märchenfilmen Alexander Rous sowie in den Literaturverfilmungen Das Werk der Artamanows (1941) nach Maxim Gorki und Frühstück beim Anführer (1953) nach Iwan Turgenew zu sehen. Sie gab häufig die Rolle der resoluten Russin, gutmütigen Tante oder Großmutter. Von 1948 bis 1968 lieh Baryschewa außerdem Figuren in sieben Animationsfilmen ihre Stimme, darunter der bösen Stiefmutter in Die zwölf Monate. Ihre Filmografie umfasst 70 Werke, sie verkörperte ausschließlich Neben- und Statistenrollen.
1977 zog Baryschewa in eine Seniorenresidenz für ehemalige Schauspieler und starb zwei Jahre später.

## Filmografie (Auswahl)
- 1926: Iwan der Schreckliche (Kryla cholopa)
- 1934: Petersburger Nacht (Peterburgskaja notsch)
- 1939: Die schöne Wassilissa (Wasilisa Prekrasnaja)
- 1941: Das Werk der Artamanows (Delo Artamonowych)
- 1944: Um 6 Uhr abends nach Kriegsende (W tschest tschasow wetschera posle woiny)
- 1945: Vier Herzen (Serdza tschetyrjoch)
- 1948: Ihr großer Tag (Perwoklassnitsa)
- 1948: Es begann im blauen Expreß (Pojesd idjot na wostok)
- 1950: Beherrscher der Luft (Schukowski)
- 1953: Das Frühstück beim Anführer (Sawtrak u predwoditelja)
- 1956: Die zwölf Monate (Dwenadzat mesjazew) – Stimme
- 1959: Die Ballade vom Soldaten (Ballada o soldate)
- 1963: Im Königreich der Zauberspiegel (Korolewstwo kriwych serkal)
- 1964: Abenteuer im Zauberwald (Morosko)
- 1968: Feuer, Wasser und Posaunen (Ogon, woda i … mednye truby)